# Kernkraftwerk Oldbury
Das stillgelegte Kernkraftwerk Oldbury liegt an der Mündung des Severn etwa 20 km nördlich von Bristol bei den kleinen Ortschaften Oldbury und Thornbury in South Gloucestershire im Südwesten Englands.

## Entwicklung

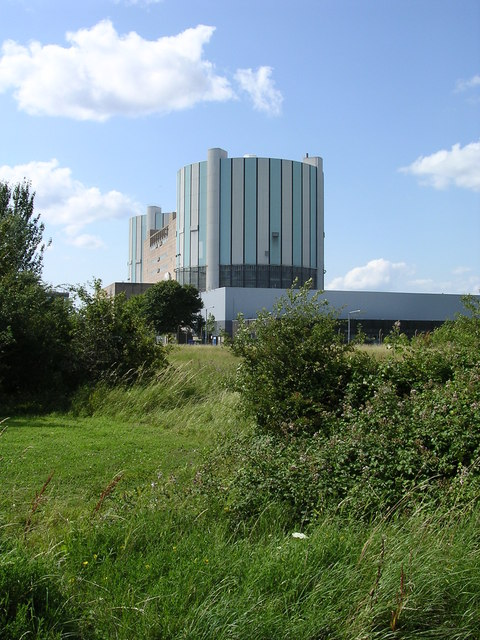
Kernkraftwerk Oldbury

Auf dem 71 Hektar großen Gelände des Kraftwerks stehen zwei Reaktoren vom Magnox-Typ.
Der Bau des Kraftwerks dauerte von 1961 bis 1967. Der Reaktor A1 wurde am 1. August 1967 zum ersten Mal kritisch, der Reaktor A2 am 1. Dezember 1967. Es war geplant, das Kraftwerk im Laufe des Jahres 2008 abzuschalten. Seine geplante Laufzeit von 20 Jahren wäre damit bereits verdoppelt gewesen. Am 18. Dezember 2008 wurde jedoch von der britischen Nuclear Decommissioning Authority (NDA, dt. Behörde für die Stilllegung kerntechnischer Anlagen) angekündigt, dass das Kraftwerk über das Jahr 2009 hinaus in Betrieb bleiben und die für 2008 geplante Abschaltung ausgesetzt werden solle. Die Betreiberfirma war Magnox Electric, ein Unternehmen der British Nuclear Group, wiederum ein Teil der Fa. British Nuclear Fuels (BNFL).
Am 30. Juni 2011 wurde Block A2 abgeschaltet: Oldbury gehörte zu den ältesten Kernkraftwerken des Vereinigten Königreichs und war bis dato das älteste noch genutzte weltweit: nach Beratungen zwischen dem Betreiber Magnox EnergySolutions sowie der Besitzerin NDA im November 2011 wurde aufgrund der Einschätzung, dass der Weiterbetrieb des weltweit ältesten Reaktors nicht mehr rentabel sein könne, am 29. Februar 2012 um 11.00 Uhr Ortszeit auch Block A1 abgeschaltet.
Nun ist das Kernkraftwerk Beznau (CH) an der schweizerisch-deutschen Grenze am Hochrhein mit bisher (2015) 46 Betriebsjahren das dienstälteste der Welt.
Die letzten Brennstäbe wurden 2016 nach Sellafield verbracht.
Der deutsche Energiekonzern E.ON plante, am Standort Oldbury einen 1.600 MW starken EPR zu errichten, der 2020 in Betrieb gehen sollte. 2012 hat E.On dieses Projekt aufgrund veränderter Rahmenbedingungen aufgegeben.
Horizon Nuclear Power plante an diesem Standort die Errichtung von zwei Advanced Boiling Water Reaktoren (ABWR) mit einer Nettoleistung von zusammen ca. 2700 MW. Erste Prüfungen der Eignung dieses Reaktordesigns wurde 2013 eingeleitet, der Baubeginn sollte in den späten 2020er oder frühen 2030er Jahren nach Fertigstellung der beiden ebenfalls in Planung befindlichen Reaktoren des Kernkraftwerks Wylfa sein. Im Januar 2019 wurde bekannt, dass die Firma ihre Planungen aufgibt.

## Störfälle
- Mai 2005: Abschaltung des Reaktors 2 wegen starker Korrosion am Reaktorkern.
- August 2006: Abschaltung des Reaktors 1 wegen starker Korrosion am Reaktorkern.

## Daten der Reaktorblöcke
Das Kernkraftwerk Oldbury hat insgesamt zwei Blöcke:
| Reaktorblock | Reaktortyp     | Netto- leistung | Brutto- leistung | Baubeginn  | Netzsyn- chronisation | Kommerzieller Betrieb | Abschaltung |
| ------------ | -------------- | --------------- | ---------------- | ---------- | --------------------- | --------------------- | ----------- |
| Oldbury-A1   | Magnox-Reaktor | 217 MW          | 230 MW           | 01.05.1962 | 07.11.1967            | 31.12.1967            | 29.02.2012  |
| Oldbury-A2   | Magnox-Reaktor | 217 MW          | 230 MW           | 01.05.1962 | 06.04.1968            | 30.09.1968            | 30.06.2011  |